# Eastern (Kenia)
Eastern (Ost) war eine Provinz Kenias. Ihre Hauptstadt war Embu.
Die Provinz hatte etwa 5,5 Millionen Einwohner. Die Bewohner im dichter besiedelten Südteil von Eastern gehörten vorwiegend den bantusprachigen Volksgruppen der Kamba, Kikuyu, Meru und Embu an. Im dünn besiedelten nördlichen Teil lebten kuschitischsprachige Hirtennomaden, größtenteils Borana (Oromo), daneben die mit ihnen verbündeten Gabbra sowie Rendille und Somali.
Zur Eastern Province gehörten die Chalbi-Wüste, der Mount Kenya und die östliche Hälfte des Turkana-Sees. Im Norden grenzte die Provinz an Äthiopien.
Im Nordteil stellten Dürren ein Problem dar und führten zu großer Abhängigkeit von Nahrungsmittelhilfe.
Im Rahmen der Verfassung von 2010 wurden die kenianischen Provinzen aufgelöst. Auf dem Gebiet der Provinz Eastern befinden sich heute die Countys Embu, Isiolo, Kitui, Machakos, Makueni, Marsabit, Meru und Tharaka-Nithi.

## Verwaltungsgliederung
Eastern war in 13 Distrikte eingeteilt:
| Distrikt            | Hauptstadt |
| ------------------- | ---------- |
| Embu                | Embu       |
| Isiolo              | Isiolo     |
| Kitui               | Kitui      |
| Machakos            | Machakos   |
| Makueni             | Wote       |
| Marsabit            | Marsabit   |
| Mbeere              | Siakago    |
| Meru Central        | Meru       |
| Meru North/Nyambene | Maua       |
| Meru South/Nithi    | Chuka      |
| Moyale              | Moyale     |
| Mwingi              | Mwingi     |
| Tharaka             | Tharaka    |